# PA-391
A  PA-391, oficialmente Rodovia Engenheiro Augusto Meira Filho é uma rodovia brasileira do estado do Pará. Essa estrada intercepta a BR-316 em sua extremidade sul e termina no distrito da Ilha de Mosqueiro.
Está localizada na Região Metropolitana de Belém no nordeste do estado, atende aos municípios de Benevides, Santa Bárbara do Pará e Belém (Ilha de Mosqueiro).

## História
No início do século XX até meados da década de 1970, a única forma de chegar a ilha de Mosqueiro vindo de Belém era a travessia feita por navios e barcos que partiam do Porto de Belém e do distrito de Icoaraci. Durante a década de 1960 começaram os primeiros trabalhos de abertura, com retirada de vegetação e aterramento. As duas estradas ficaram prontas em 1965, a primeira parte da estrada ia da BR-316 na altura do município de Benevides até as margens do Furo das Marinhas, este trecho foi construído pelo extinto Departamento de estradas de Rodagem do Pará - DER/PA e era identificado como PA-17. Enquanto isso no lado da insular a construção ficou a cargo do também extinto Departamento Municipal de Estradas de Rodagem - DMER/BL, o trecho que ia do Furo das Marinhas até o centro de Mosqueiro era identificado como BL-19. Com a conclusão destas estradas possibilitou-se a chegada até a ilha através de carros e outros meios de transporte terrestre, porém durante alguns anos para se ter acesso a estas estradas eram feitas travessias por meio de balsas no Furo das Marinhas. Após anos de estudos e planejamentos, em 12 de Janeiro de 1976 durante o aniversário de Belém, foi inaugurada a Ponte Sebastião Rabelo de Oliveira com a presença na época do então Presidente Ernesto Geisel, do Governador do Pará, Aloysio da Costa Chaves e do então Prefeito de Belém, Ajax Carvalho d'Oliveira. Com isso foi estabelecido a ligação direta da capital Belém e municípios vizinhos do continente a ilha através da estrada.

## Características
A rodovia é de pista simples com sentido duplo. Em toda sua extensão possui pavimento asfáltico, sinalização horizontal e vertical e pontes de concreto, a maior ponte localizada na rodovia é a Sebastião Rabelo de Oliveira que possui exatos 1.485 metros de extensão, que corta o Furo das Marinhas na altura do km 21. Ao longo da rodovia é possível ter acesso a pequenas comunidades, fazendas, sítios e balneários. Também se encontram a FAAMA - Faculdade Adventista da Amazônia, a fábrica Natura Cosméticos Ecoparque e o Portal da Ilha de Mosqueiro.

## Confluências e referências
km 0 (início) - BR-316 em Benevides-PA
km 4 - Posto da Polícia Rodoviária Estadual
km 12 - Comunidade do Pau Darco (Santa Bárbara do Pará-PA)
km 14 - Santa Bárbara do Pará
km 20 - Ponte Sebastião Rabelo de Oliveira (1.485 metros)
km 30 - Portal da Ilha de Mosqueiro
km 30,6 - Rotatória / Avenida 16 de Novembro (acesso a Praça Matriz e centro da Vila de Mosqueiro)
km 33,3 - Ramal do Dmer (acesso a Estrada da Baía do Sol / Estrada do Caruara)
km 34,5 (final) - Bairro Carananduba (Mosqueiro)